# Armenische Sprache

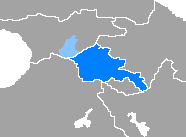
Gebiete mit der Mehrheitssprache Armenisch Mitte 2023

Die armenische Sprache (armenisch: Հայերեն Hajeren) ist ein Zweig der indogermanischen Sprachen.
Man unterscheidet vier Sprachformen des Armenischen:
1. Altarmenisch [xcl] (Գրաբար – auch Grabar genannt), das seit dem 5. Jahrhundert in Schriftzeugnissen vorliegt. Als Literatursprache wurde es bis ins 19. Jahrhundert hinein genutzt und im kirchlichen Bereich ist es auch noch heute in Gebrauch (z. B. im Gottesdienst). In dieser Sprache wurde eine reichhaltige Literatur zu theologischen Themen, geschichtlichen Ereignissen, Poesie und Epik überliefert.
2. Mittelarmenisch/kilikisches Armenisch [axm] (Միջին հայերէն Mijin hayeren) ist die vom 12. bis zum 18. Jahrhundert dauernde Übergangssprachform zum heutigen modernen Armenisch, die sich parallel zur eingefrorenen Liturgiesprache Altarmenisch als Alltagssprache weiterentwickelte.
3. Ostarmenisch [hye] (Արևելահայերեն Arevelahayeren), die Amtssprache der Republik Armenien und der ehemaligen, international nicht anerkannten Republik Arzach, die auch von der armenischen Gemeinschaft in Iran, Georgien, Russland und in der ehemaligen UdSSR im Allgemeinen gesprochen wird.
4. Westarmenisch [hyw] (Արեւմտահայերէն Arevmtahayeren), das ursprünglich in Anatolien beheimatet war, wird nach dem Völkermord an den Armeniern im Osmanischen Reich noch von vielen Armeniern in der Diaspora gesprochen, vor allem im Libanon und den Vereinigten Staaten.

Das Armenische hat im Wortschatz Ähnlichkeiten mit dem Griechischen (viele Parallelen bei etymologischen Wurzeln), weswegen eine engere Verwandtschaft innerhalb der Indogermanischen Sprachen angenommen wird (siehe dazu auch Balkanindogermanisch). Das Armenische enthält daneben auch sehr viele Lehnwörter aus iranischen Sprachen (Parthisch, Mittelpersisch, Persisch).

## Sprecherzahlen
Die Gesamtzahl der Sprecher beträgt etwa 9 Millionen, davon leben etwas mehr als 3 Millionen in Armenien (2014), 1.182.388–2.900.000 in Russland (2010), 1.000.366–1.500.000 in den USA, 320.000 in Syrien (1993), 248.929 in Georgien (2002), 170.800 in Iran (1993), 150.000 im Libanon (2014), knapp 140.000 in der Republik Bergkarabach (2002), knapp 100.000 in der Ukraine, 70.000 in Frankreich, 60.000–90.000 in Deutschland (2015), 60.000 in der Türkei (2014), 60.000 im Irak, 35.790 in Kanada (2016), 8.000 in Jordanien (1971), 3.000 in Israel (1971), 2.740 auf Zypern (1987) und weitere Sprecher in der Diaspora, so etwa in Rumänien und Ungarn.

## Schrift
Armenisch wird mit einem eigenen armenischen Alphabet geschrieben, das im 5. Jahrhundert von dem Mönch Mesrop Maschtoz entwickelt wurde. Es besteht aus 39 (ursprünglich 36) Buchstaben.

## Phonologie
|           | Labiodental | Alveolar | Postalveolar | Palatal | Velar | Glottal |
| --------- | ----------- | -------- | ------------ | ------- | ----- | ------- |
| stimmhaft | v           | z        | ʒ            | ʝ       |       |         |
| stimmlos  | f           | s        | ʃ            |         | x     | h       |

Im Armenischen gibt es sieben bzw. sechs Vokale: a, i, Schwa, o, u und zwei e, zwischen denen im Neuarmenischen abgesehen von einer Präjotierung am Wortanfang kein Ausspracheunterschied besteht. Es ist nicht klar, inwiefern sie sich im Altarmenischen unterschieden, vermutlich gab es entweder ein offenes und ein geschlossenes oder ein langes und ein kurzes e. Verschlusslaute und Affrikaten sind stimmhafte, stimmlose oder stimmlos aspirierte. Im Armenischen gibt es keinen Glottisschlag. Deutschen Muttersprachlern kann es bei der Aussprache schwerfallen, diesen nicht intuitiv mitzusprechen.
Es gibt im Altarmenischen 26 Konsonanten und sechs Affrikaten, die bis auf den stimmhaften velaren Nasal (ŋ) alle im armenischen Alphabet enthalten sind. Das f kommt nur in Fremdwörtern vor, bereitet den Armeniern aber keine Schwierigkeiten bei der Aussprache. Einige Dialekte des Armenischen besitzen Ejektive, was für indogermanische Sprachen atypisch und vermutlich auf den Einfluss der Umgebungssprachen zurückzuführen ist. Die Betonung liegt bei den allermeisten Wörtern auf der letzten Silbe. Die Phonologie des Armenischen wurde von den benachbarten kaukasischen Sprachen und vom Türkischen beeinflusst.

### Westarmenische Lautverschiebung
|                    | Labial | Lamino-Dental | Velar |
| ------------------ | ------ | ------------- | ----- |
| stimmhaft          | b      | d             | g     |
| stimmlos           | p      | t             | k     |
| stimmlos aspiriert | pʰ     | tʰ            | kʰ    |

|                    | Alveolar | Palatal |
| ------------------ | -------- | ------- |
| stimmhaft          | d͡z       | d͡ʒ      |
| stimmlos           | t͡s       | t͡ʃ      |
| stimmlos aspiriert | t͡sʰ      | t͡ʃʰ     |

Durch die Westarmenische Lautverschiebung sind stimmlose nicht-aspirierte Konsonanten aus dem Westarmenischen verschwunden. Typisch ist die stimmlos aspirierte Aussprache vormals stimmhafter nicht-aspirierter Laute und die stimmhafte nicht-aspirierte Aussprache vormals nicht-aspirierter stimmloser Laute. Das betrifft die folgenden Buchstaben:

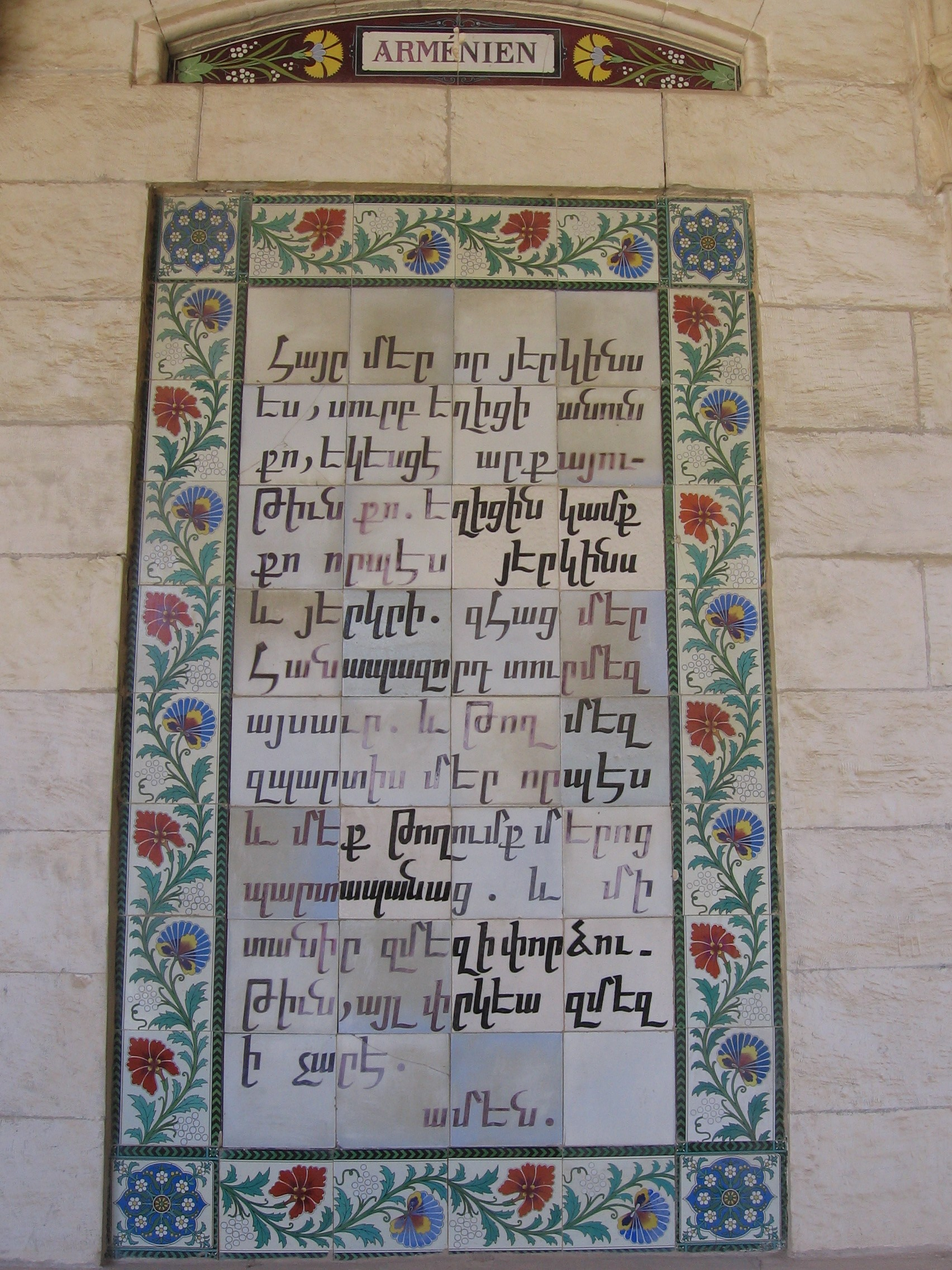
Das Vaterunser auf Armenisch in der Paternosterkirche von Jerusalem

- Plosive
  - բ ([b] zu [pʰ]) und պ ([p] zu [b])
  - դ ([d] zu [tʰ]) und տ ([t] zu [d])
  - գ ([g] zu [kʰ]) und կ ([k] zu [g])

- Affrikaten
  - ջ ([d͡ʒ] zu [t͡ʃʰ]) und ճ ([t͡ʃ] zu [d͡ʒ])
  - ձ ([d͡z] zu [t͡sʰ]), ծ ([t͡s] zu [d͡z]) und ց ([t͡sʰ] zu [d͡z])

## Grammatik
Armenisch hat ein reiches Kasussystem (sieben Fälle, nämlich: Nominativ, Akkusativ, Lokativ, Genitiv, Dativ, Ablativ, Instrumental), aber keine Genus-Unterscheidung.
Die meisten alten synthetischen Verbformen wurden durch analytische Konstruktionen (mit Hilfsverb) ersetzt. Armenisch ist eine SPO-Sprache, das heißt, die Wortstellung ist in der Regel Subjekt – Prädikat – Objekt; sie ist jedoch flexibel, z. B. um einen Satzteil besonders zu betonen. Den Konjunktiv gibt es nur für die Verbformen in Präsens und Präteritum. Seine Funktion ist jedoch anders als im Deutschen, man benutzt ihn prinzipiell nicht für die indirekte Rede. Alternative Kategorien sind daher auch Optativ (Wunschform) und Desiderativ. Der unbestimmte Artikel ist im Ostarmenischen ein մի mi und wird dem Nomen vorangestellt; im Westarmenischen folgt hinter dem Nomen ein մը mə bzw. mən. Der bestimmte Artikel ist in beiden Standards ein angehängtes -ը -ə oder (bei vorangehendem oder folgendem Vokal) -n.

## Lexik
| Deutsch                           | Ostarmenisch                            | Westarmenisch                           |
| --------------------------------- | --------------------------------------- | --------------------------------------- |
| Ja.                               | այո Ayo                                 | այո Ayo                                 |
| Nein.                             | ոչ Voč'                                 | ոչ Voč'                                 |
| Ich sehe dich.                    | քեզ եմ տեսնում K'ez em tesnum           | կը տեսնեմ քեզ(ի) Gdesnem kez(i)         |
| Hallo!                            | բարև Barev                              | բարեւ Parev                             |
| Ich gehe.                         | գնում եմ Gnum em                        | կ՚երթամ (կոր) Gertam (gor)              |
| Komm!                             | արի՛ Ari!                               | եկո՛ւր Yegur!                           |
| Ich werde essen.                  | ուտելու եմ Utelu em                     | պիտի ուտեմ Bidi udem                    |
| Ich muss tun.                     | պիտի անեմ Piti anem                     | ընելու եմ Enelu em                      |
| Ich hätte gegessen.               | ուտելու էի Utelu ei                     | պիտի ուտէի Bidi udei                    |
| Gehört das dir?                   | սա քո՞նն է Sa k'onn e?                  | ասիկա քո՞ւկդ է Asiga k'ugt e?           |
| seine Großmutter                  | նրա տատիկը Nra tatikə                   | անոր նէնէն/մեծմաման Anor nenen/mecmaman |
| Schau den an!                     | դրան նայիր Dran nayir                   | ատոր նայէ Ador naye                     |
| Hast du diese gebracht?           | դո՞ւ ես բերել սրանց Du es berel sranc'? | դո՞ւն բերիր ասոնք Tun perir asonk?      |
| Wie geht es dir? Mir geht es gut. | Ո՞նց ես։ Ոչինչ։ Vonc' es? Voč'inč'      | Ինչպէ՞ս ես։ Լաւ։ Inč'bes es? Lav        |
| Hast du es gesagt? Sag es!        | Ասացի՞ր։ Ասա՛։ Asac'ir? Asa!            | Ըսի՞ր։ Ըսէ՛։ əsir? əse!                 |
| Hast du es von uns genommen?      | մեզանի՞ց ես առել Mezanic' es arel?      | մեզմէ՞ առած ես Mezme arac es?           |
| Guten Morgen!                     | բարի լույս Bari louys                   | բարի լոյս Pari louys                    |
| Guten Abend!                      | բարի երեկո Bari yereko                  | բարի իրիկուն Pari irigoun               |
| Gute Nacht!                       | բարի գիշեր Bari gišer                   | գիշեր բարի Kišer pari                   |
| Du liebst mich.                   | սիրում ես ինձ Siroum es inc'            | զիս կը սիրես Zis gë sires               |
| Ich bin Armenier.                 | ես հայ եմ Yes hay em                    | ես հայ եմ Yes hay em                    |
| Ich habe dich vermisst.           | կարոտել եմ քեզ Karotel em k'ez          | քեզ կարօտցեր եմ K'ez garodtser em       |